# Philippe-Jacques van Bree
Philippe-Jacques ('Filip') Van Bree (Antwerpen, 13 januari 1786 - Sint-Joost-ten-Node, 16 februari 1871) was een Belgisch kunstschilder.

## Leven en werk

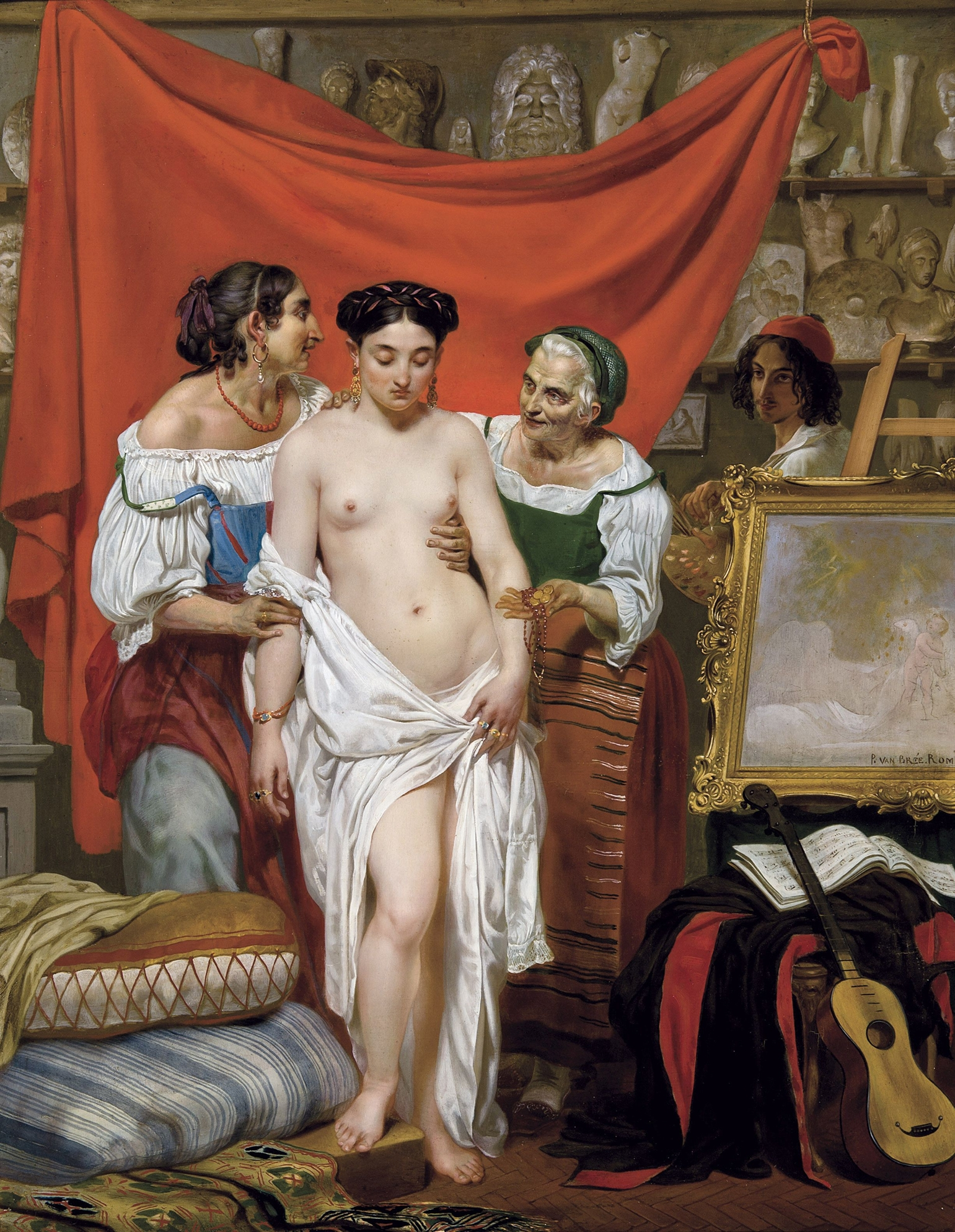
La première pose. Atelier de l'artiste à Rome Rechts achter een vermoedelijk zelfportret.

Filip van Bree studeerde aan de Koninklijke Academie voor Schone Kunsten van Antwerpen, waar hij in de leer kwam bij zijn oudere broer Mathieu. Hij exposeerde voor het eerst in 1805. In 1811 vertrok hij naar Parijs, waar studeerde bij Anne-Louis Girodet-Trioson. In 1816 kon hij dankzij een verworven studiebeurs, samen met zijn vriend Louis Ricquier, naar Rome afreizen, waar hij zich aansloot bij een kleine kolonie Nederlandse en Belgische kunstschilders. Behoudens een korte terugkeer naar Parijs tussen 1818 en 1821 en diverse reizen door Europa, zou hij er uiteindelijk tot 1834 blijven. Toen ging hij terug naar Brussel, waar hij op latere leeftijd conservator werd van het Koninklijke Musea voor Schone Kunsten van België. Hij overleed in 1871 te Brussel, 85 jaar oud.
Van Bree schilderde aanvankelijk vooral historische en architectonische werken, in een door de romantiek geïnspireerde stijl. Later, vooral na zijn terugkeer naar België, is er een invloed waarneembaar van het oriëntalisme en koos hij vaak voor exotische onderwerpen, veelal met naakten. Zijn werken typeren zich door een zekere sensualiteit, mede uitgedrukt in voor die tijd felle, enigszins zoete kleuren. Zijn werk Gezicht op de St. Pieter te Rome werd aangekocht door de Belgische staat, die hem daarvoor ook onderscheidde. Schilderijen van Van Bree zijn onder andere te zien in het Rubenshuis, het Koninklijk Museum voor Schone Kunsten Antwerpen en het Koninklijk Museum voor Schone Kunsten van België te Brussel.

## Galerij

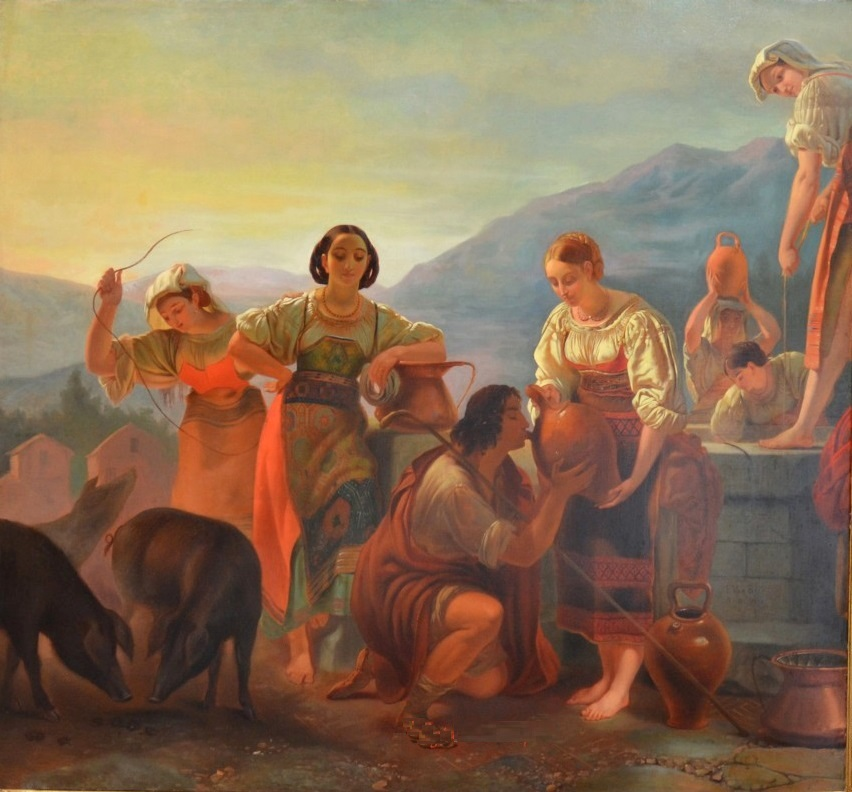
De jeugd van Sixtus V
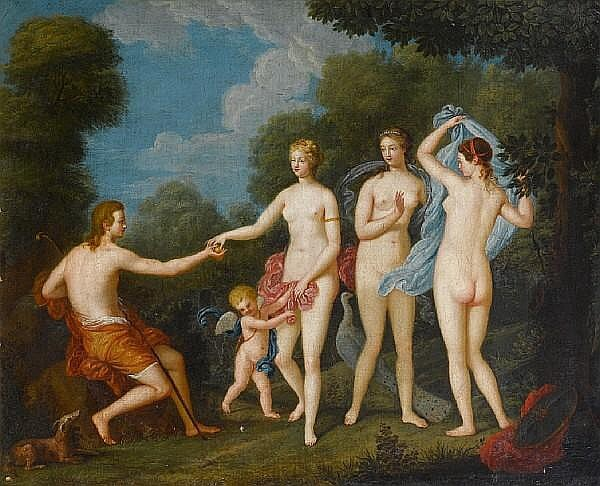
Het oordeel van Paris
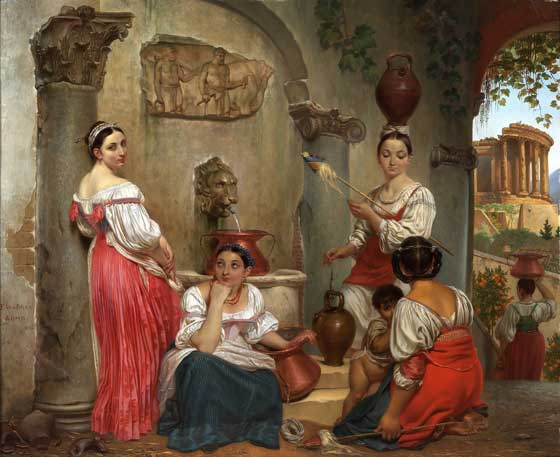
Dicht bij de fontein
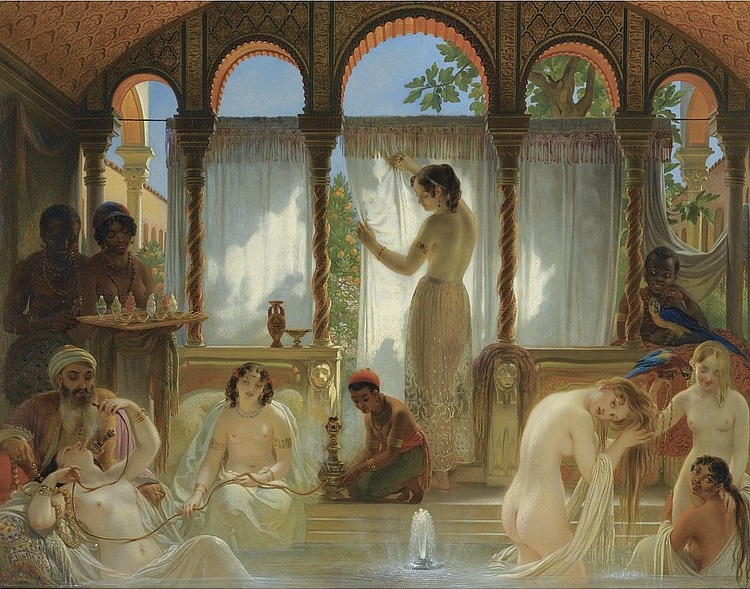
Het harembad